# Batalla de Serres (1196)
La batalla de Serres  (en búlgar: Битка при Сяр grec: Μάχη Σερρών των) va tenir lloc el 1196 a prop de la ciutat de Serres en la moderna Grècia entre els exèrcits búlgar i romà d'Orient. El resultat va ser una victòria búlgara.

## Orígens del conflicte
Després de l'inici de la revolta contra el domini romà d'Orient el 1185 i especialment després de la victòria a Triavna els búlgars fermament van prendre la iniciativa de la guerra. Com a resultat dels seus esforços, els búlgars van començar la captura de les regions de Tràcia i Macedònia dels romans d'Orient, l'exèrcit búlgar va utilitzar les seves fortaleses al nord dels Balcans i l'Danubi, com a base per a la guerra.
Entre 1190 i 1195 molts pobles del sud i sud-oest van ser confiscats. Durant la seva preparació per a una tercera campanya contra Bulgària, l'emperador romà d'Orient Isaac II Àngel va ser destronat pel seu germà Aleix III Àngel, qui va oferir la pau a l'emperador búlgar. Ivan Assèn I va demanar el retorn de totes les terres búlgares, tot i saber que era impossible que els romans d'Orient acceptessin, i va continuar la lluita.

## Batalla
Aquest mateix any, l'exèrcit búlgar va avançar profundament cap al sud-oest i va arribar a les proximitats de Serres, mentre pel camí prenia moltes fortaleses. Durant l'hivern, els búlgars es van retirar cap al nord, però al següent any van reaparèixer i van derrotar un exèrcit romà d'Orient encapçaalt pel sebastocràtor Isaac, prop de la ciutat. En el curs de la batalla, la cavalleria de l'enemic va ser envoltada, els romans d'Orient van patir fortes baixes i el seu comandant va ser capturat.

## Conseqüències
En setge d'un retorn triomfal, el camí de tornada a la capital búlgara, Tàrnovo, va acabar tràgicament. Molt poc abans d'arribar a la ciutat de Tàrnovo, Ivan Assèn I va ser assassinat per Ivanko, un cosí seu que va ser subornat pels romans d'Orient. No obstant això, els seus intents d'aturar els búlgars van fallar: Ivanko no va poder prendre el tron i va fugir a Constantinoble. Els búlgars van avançar més durant el regnat de Kaloian (1197-1207).